# Gheorghe Lungu
Gheorghe Lungu (13 septembrie 1942 - 2013) a fost deputat român în legislatura 1990-1992, ales în județul Satu-Mare pe listele partidului FSN.
1. ↑  FOTO. In memoriam Gheorghe Lungu, omul care a pus bazele Finanțelor din Satu Mare, PortalSM - Știri Satu Mare - informaţii verificate, 9 ianuarie 2018